# Coelomera buckleyi
Coelomera buckleyi es un coleóptero de la familia Chrysomelidae.
Fue descrita científicamente en 1880 por Jacoby.